# Rivian
Rivian Automotive, Inc. е американска компания за производство на електрически превозни средства, автомобилни технологии и отдих на открито, основана през 2009 г. Rivian произвежда електрически автомобили с повишена проходимост (SUV) и пикапи на универсална платформа тип „скейтборд“, която може да служи за бъдещи превозни средства или да бъде възприета от други компании, и електрически фургони за доставки (модел Rivian EDV). Rivian започва доставките на своя пикап R1T в края на 2021 г. Компанията планира да изгради ексклузивна мрежа за зареждане на електрически превозни средства в Съединените щати и Канада до края на 2023 г.
Компанията Rivian е разположена в Ървайн, Калифорния, с производствени заводи в Нормал, Илинойс и други съоръжения в Пало Алто, Карсън; Плимут, Бърнаби, Уитман (Аризона), Уокинг и Белград (Сърбия). Rivian планира да построи още един завод на стойност 5 млрд. щ.д. в американския щат Джорджия, в Соушъл Съркъл (Джорджия). Компанията набира над 13,5 млрд. щ.д. финансиране след първично публично предлагане през ноември 2021 г..

## Превозни средства
Проектирани за офроуд, двата модела R1 имат 360 mm пътен просвет. При ранните тестове се твърди, че камионът може да ускори от 0 до 100 km/h за по-малко от 3 секунди, да премине през дълбока 1 m вода и да изкачи 45°
наклон. Камионът има двигатели на всяко от четирите колела и подобно на някои конкуренти, всяко колело може да се управлява самостоятелно. Според Engadget „най-скъпите модели ще изминават около 450 km с едно зареждане и ще разполагат с електродвигатели с обща мощност 600 kW, за които модели Скариндж заявява, че „ще победи италианските суперавтомобили“. Rivian заявява, че проектира автомобилите, за да улесни споделянето на автомобили с техните автономни функции. Освен това Rivian обявява намерението си да направи електрически ван за доставки (фургон) в три различни размера, способни да превозват 14, 20 или 25 m³ опаковани продукти.

## Галерия
- Rivian R1T на зарядна станция
- Оф-роуд електромобил Rivian R1S
- Rivian EDV